# Bernhard Nocht

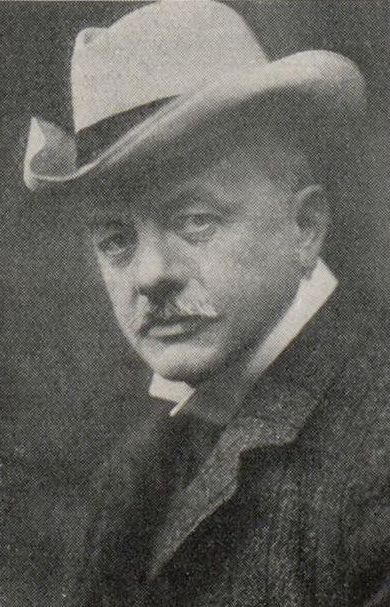
Bernhard Nocht, um 1912

Albrecht Eduard Bernhard Nocht (* 4. November 1857 in Landeshut in Niederschlesien; † 5. Juni 1945 in Wiesbaden) war ein deutscher Tropenmediziner und -hygieniker. Ab 1893 war er erster Hafenarzt in Hamburg und von 1900 bis 1930 Leiter des 1942 nach ihm benannten Instituts für Schiffs- und Tropenhygiene. 

## Ausbildung
Bernhard Nocht studierte bis 1881 Medizin in Berlin am Friedrich-Wilhelm-Institut, schloss das Studium mit der Promotion ab und war 1883 bis 1892 als Sanitätsoffizier Arzt im Dienste der Kaiserlichen Marine. Ab 1887 arbeitete er drei Jahre im kaiserlichen Gesundheitsamt unter Robert Koch. Nocht wurde neben Georg Gaffky einer der wichtigsten Schüler und Mitarbeiter von Koch auf dem Feld der Bakteriologie.

## Hafenarzt in Hamburg
Als in Hamburg die Choleraepidemie von 1892 ausbrach, welche 8.605 Tote forderte, wurden Nocht und später auch Gaffky nach Hamburg als ständige Vertreter Kochs entsandt, um die Hamburger Behörden bei ihren Maßnahmen zu beraten. Als Lehre aus der Choleraepidemie empfahl Nocht 1892 die Einrichtung eines ärztlichen Überwachungsdienstes für den Hafen. Im folgenden Jahr folgte der Hamburger Senat dieser Empfehlung, die Marine entließ Nocht aus dem Dienst, und Nocht wurde am 1. April 1893 zum Hafenarzt für Hamburg ernannt – ein Amt, das er bis 1906 bekleidete.

## Institut für Schiffs- und Tropenkrankheiten

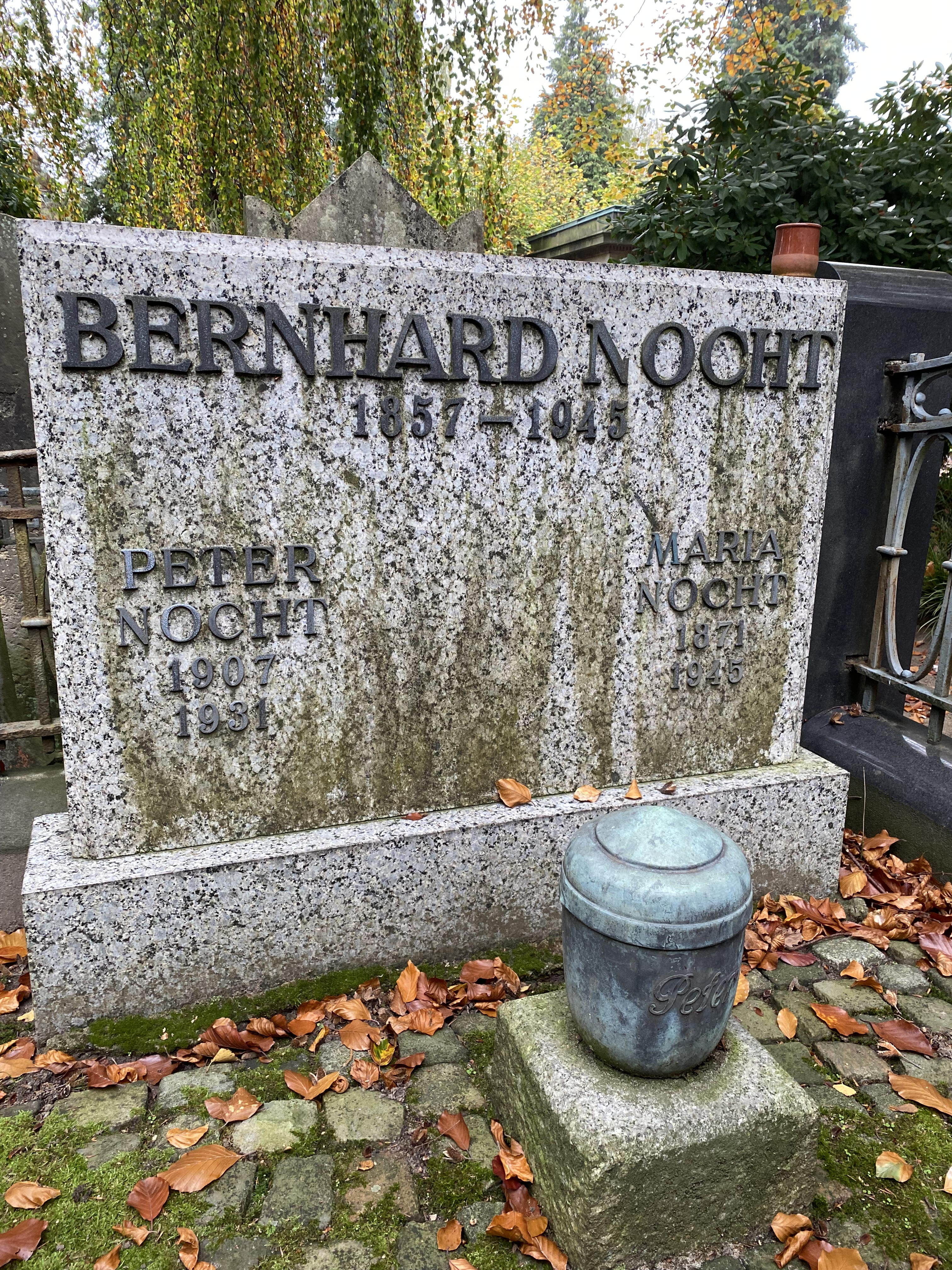
Grabstein auf dem Nienstedtener Friedhof

Da bei Seeleuten im Hamburger Hafen immer wieder unbekannte Krankheiten diagnostiziert wurden, richtete Nocht Mitte der 1890er Jahre eine aus drei Räumen bestehende kleine Forschungsstation im alten Hafenkrankenhaus ein. Daraus ging nach schwierigen Verhandlungen mit den zuständigen Behörden des Reiches in Berlin im Jahr 1900 das Hamburger Institut für Schiffs- und Tropenkrankheiten (bzw. Institut für Tropenhygiene) hervor, dessen erster Direktor und Chefarzt Bernhard Nocht wurde. Er hatte dieses Amt bis 1930 inne; sein Nachfolger wurde Friedrich Fülleborn. Von 1906 bis 1920 war Nocht als Leiter für das gesamte Hamburger Medizinalwesen verantwortlich. Am 13. September 1919 wurde er als Marine-Generalarzt der Seewehr (Beförderung am 18. August 1916) aus der Marine entlassen und hatte vorher als Chefarzt am Reserve-Lazarett 5 in Altona gearbeitet. 1919 wurde Nocht zum Professor für Tropenmedizin an der medizinischen Fakultät der neu gegründeten Universität Hamburg berufen. Von 1927 bis 1934 war er Vizepräsident der Hygiene-Kommission des Völkerbundes. 1932 wurde er zum Mitglied der Deutschen Akademie der Naturforscher Leopoldina gewählt.

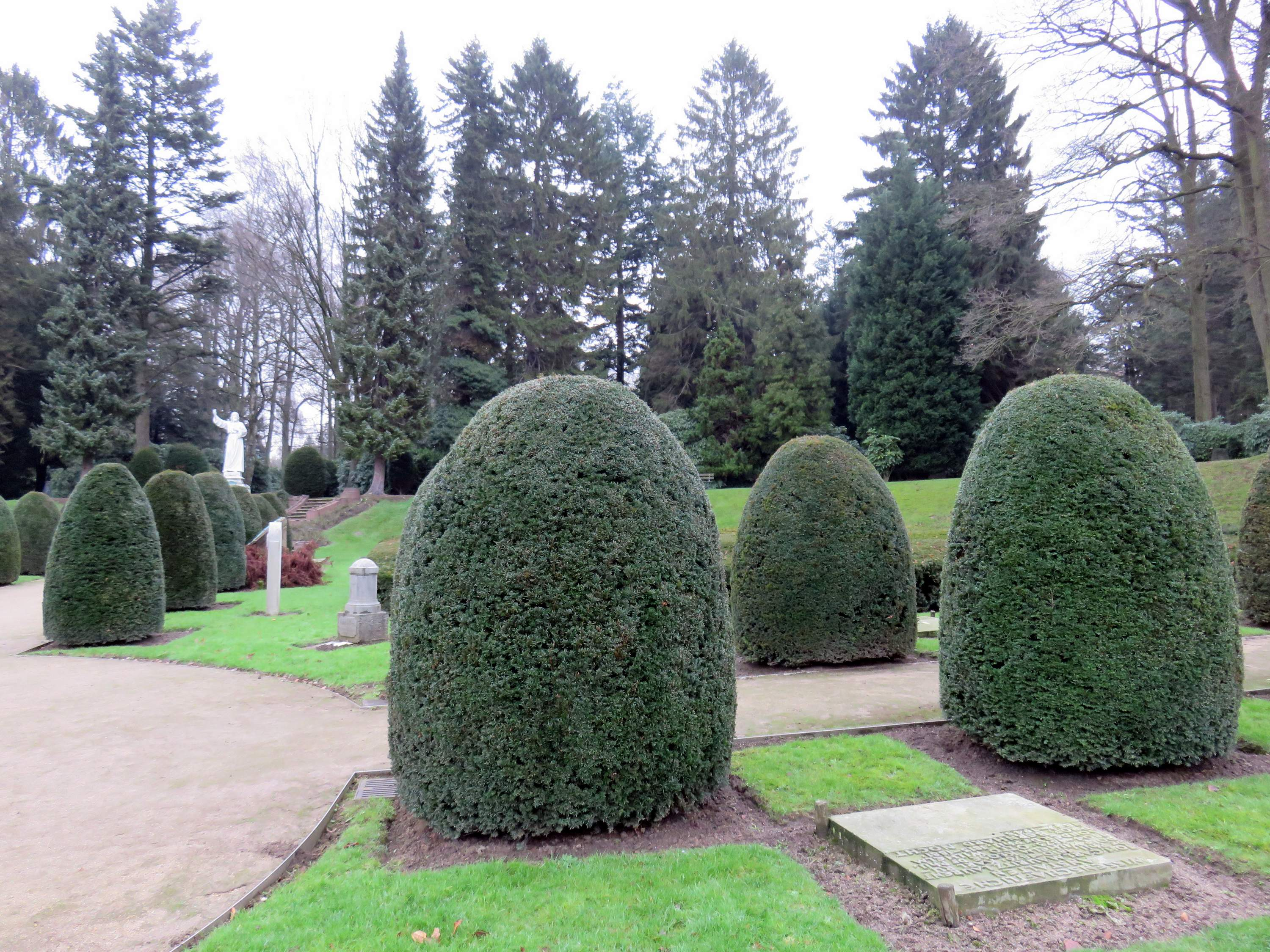
Grabmaltafel Althamburgischer Gedächtnisfriedhof Ohlsdorf

Am 11. November 1933 unterzeichnete er das Bekenntnis der deutschen Professoren zu Adolf Hitler. Bernhard Nocht und seine Frau nahmen sich am 5. Juni 1945 mit Kaliumcyanid das Leben. In einem Abschiedsbrief an ihre Kinder schrieben sie, dass sie sich dem Wiederaufbau nicht gewachsen fühlten. Nocht wurde auf dem Nienstedtener Friedhof beerdigt. Nach Ablauf der Liegefrist wurden die sterblichen Überreste auf den Ohlsdorfer Friedhof überführt. Im Bereich des Ohlsdorfer Althamburgischen Gedächtnisfriedhofs befindet sich ein Sammelgrabmal („Wissenschaftliche Anstalten“) zu Ehren von „Prof. Bernard Nocht“ und anderen. Der Grabstein steht noch immer auf dem Nienstedtener Friedhof in einem eigens für aufgelassene Grabstätten eingerichteten Freilichtmuseum.
Im Jahr 1925 wurde vom Institut die Bernhard-Nocht-Medaille gestiftet.

## Familie
Nocht heiratete 1897 Wilhelmine Maria (Marie) Luise Dencker (1871–1945). Aus der Ehe gingen drei Kinder hervor.

## Ehrungen
- Am 20. Dezember 1928 wurde er einstimmig zum Ehrenmitglied der Wiener Gesellschaft für Mikrobiologie ernannt.[9]
- Zum 85. Geburtstag Bernhard Nochts am 7. November 1942 wurde das „Institut für Schiffs- und Tropenkrankheiten“ in „Bernhard-Nocht-Institut für Schiffs- und Tropenkrankheiten“ umbenannt.[10] 1942 wurde er Ehrenmitglied der Leopoldina.
- 1928 wurde die Bernhard-Nocht-Straße in Hamburg-St. Pauli nach ihm benannt.[8]

## Schriften
- Ueber die Erfolge der Nervendehnung. August Hirschwald, Berlin 1882.[11]
- Vorlesungen für Schiffsärzte der Handelsmarine über Schiffshygiene, Schiffs- und Tropenkrankheiten. Leipzig 1906.
- Tropenhygiene. Berlin u. a. 1908; 2. Auflage 1923.
- Die Malaria. Berlin 1918; 2. Auflage, mit M. Mayer, 1936.